# Leekster Eagles

Leekster Eagles is een huidige zaalvoetbalclub dat zijn wedstrijden speelt in het sportcentrum leek. Ze waren opgeheven in 2023 maar heeft in 2024 weer een doorstart gemaakt.

## Geschiedenis
De club werd in 1984 opgericht en het thuisstadion was Sportcentrum Leek. De vereniging ontstond toen een kleine groep enthousiaste leden van veldvoetbalvereniging VEV'67 begon met het oprichten van een zaalvoetbaltak onder de naam VEV'67/Radio Nanninga. Omdat de ambities van deze snel groeiende tak verschilden van het beleid van het bestuur van de veldvereniging, werd de zaalvoetbaltak op 29 mei 1987 afgesplitst van de veldclub en ging zelfstandig verder onder de naam ZVV Sportcentrum Leek; via een aantal naamswijzigingen door sponsornaamskoppelingen groeide de club uit tot een zeer stabiele vereniging in de top van het landelijke zaalvoetbal met de huidige naam Leekster Eagles.
In 1993 promoveerde de club, toen nog onder de naam Zwart Optiek Leek, voor het eerst naar het hoogste, landelijke niveau, de Eredivisie die een jaar eerder was ingevoerd.
Na één seizoen volgde degradatie, maar weer een jaar later keerde de club direct weer terug op het hoogste plan. Leekster Eagles speelde van 1995 tot de degradatie in 2014 onafgebroken op het hoogste niveau.
Op 16 mei 2008 won Leekster Eagles de dubbele play-offs om promotie naar de in het seizoen 2008/2009 nieuw te vormen Topdivisie van DZS uit Dordrecht. Na een 5-3-nederlaag in het uitduel werd de achterstand tenietgedaan in een met achthonderd toeschouwers gevuld Sportcentrum Leek: 4-0. Daarmee bleef Leekster Eagles actief op het hoogste niveau. In het seizoen 2012/13 werd de Topdivisie weer hernoemd tot Eredivisie. In 2013/14 degradeerde Leekster Eagles uit de Eredivisie na twintig seizoenen op rij op het hoogste niveau te hebben gespeeld. In 2020 promoveerde de club weer naar de Eredivisie, die werd uitgebreid van 12 naar 16 clubs.
In het seizoen 2020/21 handhaafde de club zich automatisch, doordat de competitie al na vijf speelronden werd afgebroken door de zogenaamde coronacrisis. In het seizoen 2021/22 eindigde Leekster Eagles op 12e plaats en handhaafde zich daarmee op eigen kracht in de eredivisie. In het seizoen 2022/23 eindigde de club op de 10e plaats, dit bleek uiteindelijk het laatste seizoen in het bestaan van de Leekster Eagles.
Op 10 juni 2023 maakte het bestuur bekend de vereniging op te heffen. De club kampte met verschillende problemen. Een aantal spelers stopte ermee en twee spelers stapten over naar Hovocubo. Ook was er geen opvolging binnen het bestuur en waren er nauwelijks staffuncties en vrijwilligers te krijgen. Wat ook speelde, is dat de jeugd in deze tijd andere keuzes maakte, aldus voorzitter Peter Westra. Daarbij had hoofdsponsor Amysoft het contract na drie jaar niet verlengd. Ondanks de toenemende prestaties leed de club onder het gebrek aan publieke belangstelling. Voor het bestuur, dat om genoemde redenen geen toekomst meer in de club zag, was dit alles reden om het voor gezien te houden. Daarmee kwam na bijna veertig jaar een einde aan de club.
De laatste wedstrijd van Leekster Eagles werd gespeeld op vrijdag 19 mei 2023. In Leek werd het 2-2 tegen Volendam.

## Vroegere namen
- 1984 - 1987: VEV'67/Radio Nanninga
- 1987 - 1989: ZVV Sportcentrum Leek
- 1989 - 1994: ZVV Zwart Optiek Leek
- 1994 - 1997: Hummel Eagles
- 1997 - 1999: SCL Leekster Eagles
- 1999 - 2001: CVB Leekster Eagles
- 2001 - 2002: CEB Leekster Eagles
- 2002 - 2002: FIN Leekster Eagles
- 2003 - 2020: Leekster Eagles
- 2020 - 2023: Leekster Eagles/Amysoft

## Erelijst
- Kampioen Hoofdklasse: 1988, 2004 (2e team)
- Kampioen Interregio Noord: 1991
- Kampioen 1e divisie: 1993, 1995
- Nederlands Kampioenschap Halvefinalist: 1999, 2002, 2003
- Nederlands Kampioenschap finalist: 2001
- KNVB beker Halvefinalist: 1997, 2000, 2010
- KNVB beker finalist: 2001
- Supercup finalist: 2001
- Benelux-beker winnaar: 2002
- Districts-beker Noord winnaar: 2003 (2e team), 2004 (2e team)
- Districts-beker Noord Reserves winnaar: 2004 (3e team)
- Promotie naar de nieuwe Topdivisie Futsal (per 2008/2009): 2008
- Topdivisie Futsal veranderd in Eredivisie Zaalvoetbal (per 2012/2013): 2012
- Promotie naar Eredivisie: 2020